# Cantone di Fayl-Billot
Il Cantone di Fayl-Billot era una divisione amministrativa dell'Arrondissement di Langres.
A seguito della riforma approvata con decreto del 17 febbraio 2014, che ha avuto attuazione dopo le elezioni dipartimentali del 2015, è stato soppresso.

## Composizione
Comprendeva 18 comuni:
- Belmont
- Champsevraine
- Chaudenay
- Farincourt
- Fayl-Billot
- Genevrières
- Gilley
- Grenant
- Les Loges
- Poinson-lès-Fayl
- Pressigny
- Rougeux
- Saulles
- Savigny
- Torcenay
- Tornay
- Valleroy
- Voncourt